# Mikela Ristoski
Mikela Ristoski (7 de noviembre de 1989) es una deportista croata que compite en atletismo adaptado. Ganó tres medallas en los Juegos Paralímpicos de Verano entre los años 2012 y 2020.

## Palmarés internacional
| Juegos Paralímpicos | Juegos Paralímpicos     | Juegos Paralímpicos | Juegos Paralímpicos   |
| Año                 | Lugar                   | Medalla             | Prueba                |
| ------------------- | ----------------------- | ------------------- | --------------------- |
| 2012                | Londres (Reino Unido)   | Medalla de bronce   | Salto de longitud F20 |
| 2016                | Río de Janeiro (Brasil) | Medalla de oro      | Salto de longitud T20 |
| 2020                | Tokio (Japón)           | Medalla de bronce   | Salto de longitud F20 |